# Vrbe
Vrbe (cyr. Врбе) – wieś w Czarnogórze, w gminie Bijelo Polje. W 2011 roku liczyła 163 mieszkańców.